# Villa Amsberg

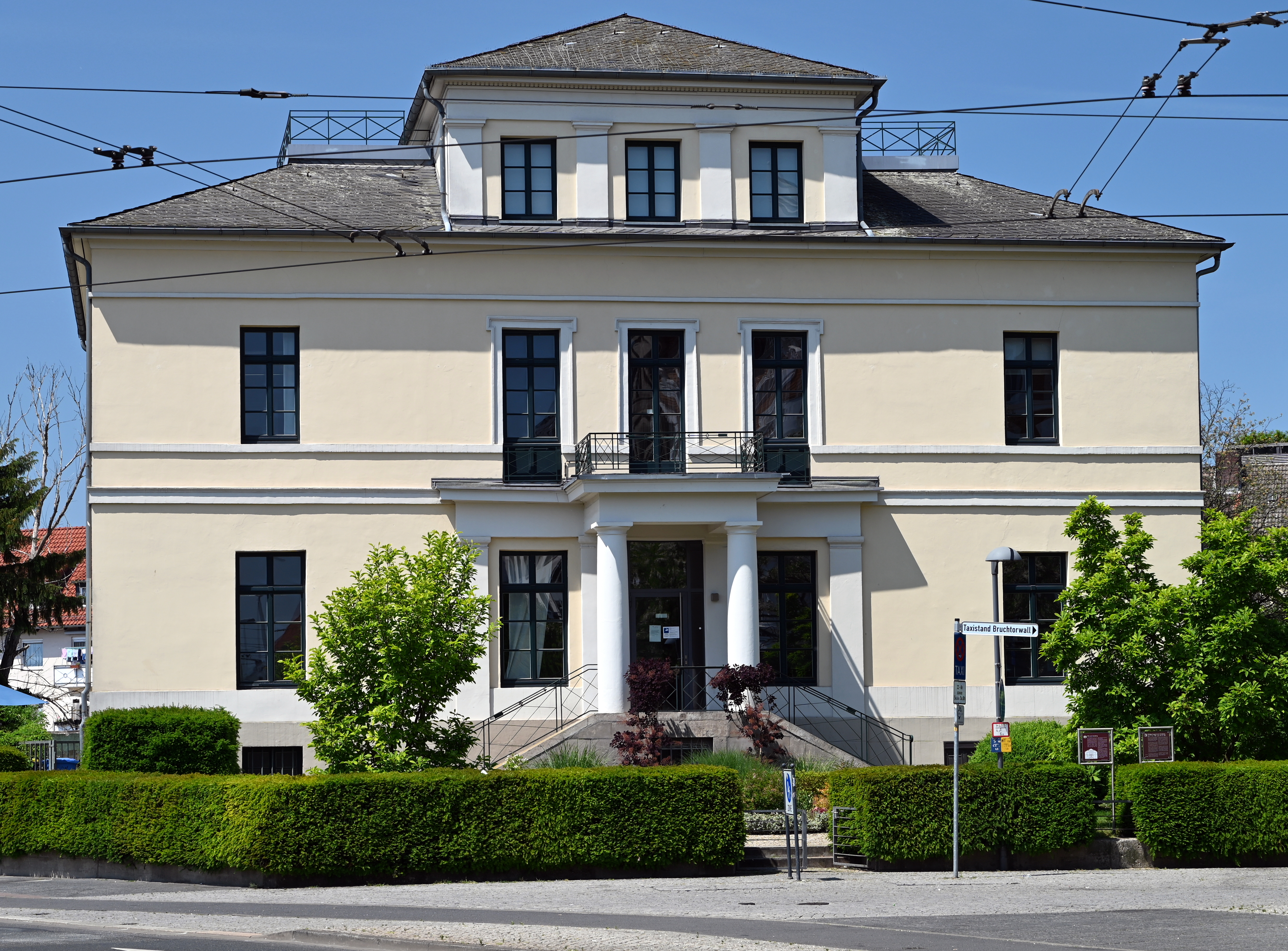
2023: Die Villa Amsberg nach der Restaurierung.

Die Villa Amsberg, auch Villa von Amsberg oder Amsberg-Villa genannt, befindet sich Friedrich-Wilhelm-Platz 3 in Braunschweig. Die unter Denkmalschutz stehende Villa im Stil des Klassizismus entstand 1827 nach Plänen des Architekten Peter Joseph Krahe.

## Geschichte

### Entstehungszeit
Zum Zeitpunkt der Errichtung war der aus Mannheim stammende Krahe herzoglich braunschweigischer Oberbaudirektor und seit 1803 in der Stadt tätig. Andere Werkes Krahes in Braunschweig sind die Villa Salve Hospes (1805–1808), der Löwenwall (1812), das Wohnhaus Wendentorwall 7 (1827) und der Gaußberg (1831).
Namensgeber für das repräsentative Wohngebäude war Philipp August von Amsberg, zum Zeitpunkt des Baus braunschweigischer Politiker und Begründer der ersten deutschen Staatsbahn, der Herzoglich Braunschweigischen Staatseisenbahn. Von Amsberg beauftragte Krahe mit der Planung eines repräsentativen Villenbaus.
1838 entstand etwa 80 m südlich der Villa, auf dem anderen Okerufer das Kopfgebäude des ersten Braunschweiger Bahnhofs, der nach den Plänen des braunschweigischen Hofbaumeisters Carl Theodor Ottmer errichtet wurde.

## Beschreibung

### Villa

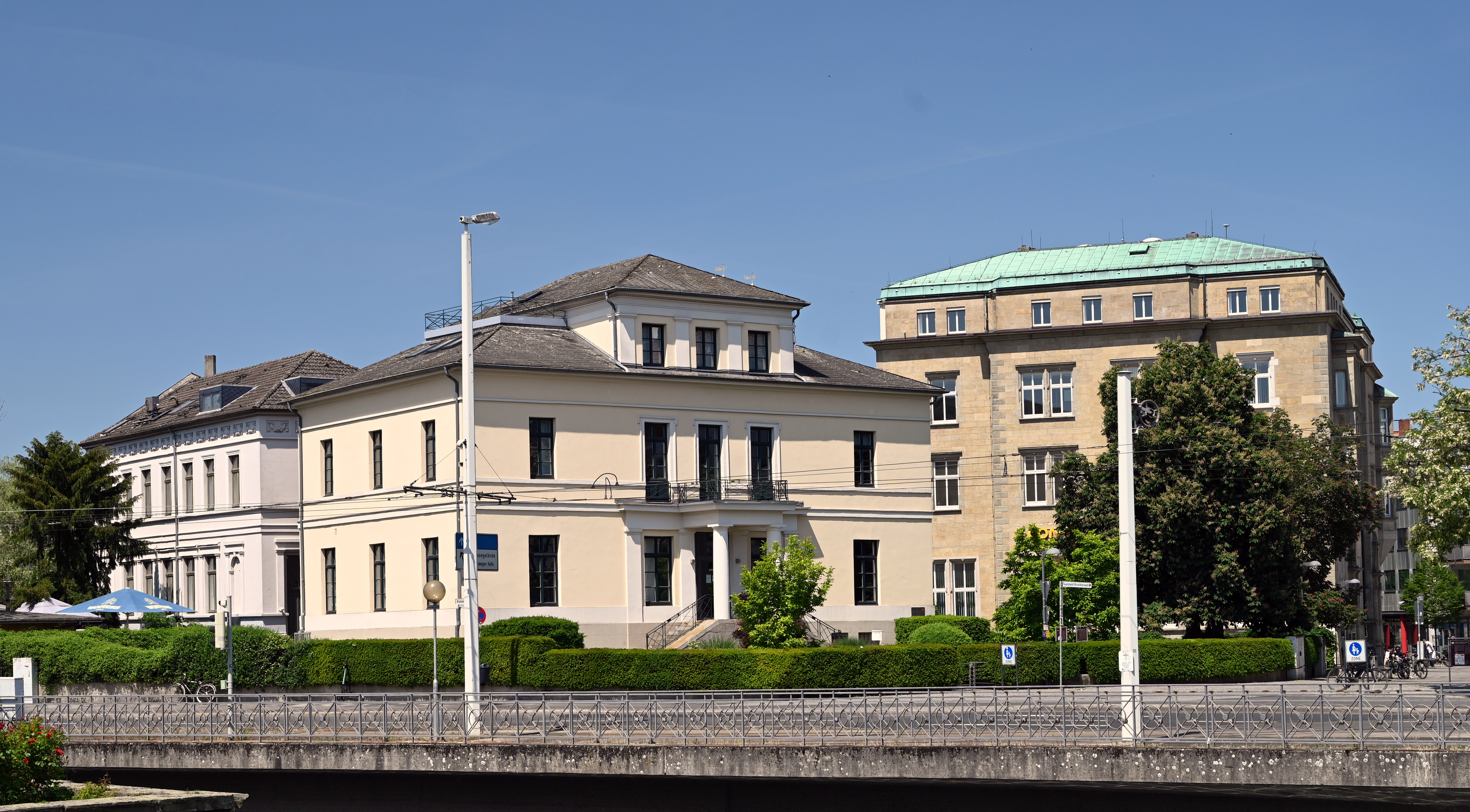
Aufnahme vom gegenüberliegenden Okerufer, vor dem Alten Bahnhof. Rechts neben der Villa das Gebäude der Commerzbank am Friedrich-Wilhelm-Platz.

Der zweigeschossige, schlicht gegliederte, rechtwinklige und verputzte Ziegelbau hat ein Walmdach und ist mit seinem Eingangsbereich nach Südosten ausgerichtet. Umgekehrt bildet es in nordwestlicher Richtung den Point de vue der Sichtachse des Bruchtorwalls, der kurz vor dem Bauwerk einen Knick nach Westsüdwesten macht und an dieser Stelle in den Kalenwall übergeht. Die Amsberg-Villa war Teil der klassizistischen Gesamtplanung des Braunschweiger Promenadenrings, der ab 1800 durch die Schleifung der unwirksam gewordenen Befestigungsanlagen der Stadt nach Krahes Plänen entstand.
Im Zentrum der Gebäudefront befindet sich im Hochparterre der Eingangsbereich, der rechts und links über zwei Freitreppen erreichbar ist. Er wird nach vorne hin von zwei Säulen begrenzt, die einen Söller bilden und dabei den Balkon in der ersten Etage tragen. Die Villa hat auf drei Seiten fünf Fensterachsen und auf der Rückseite sieben. Auf der Frontfassade sind über alle Etagen hinweg im Zentrum je drei Fenster zu einer Gruppe zusammengefasst. Auf den Schmalseiten des Hauses sind die Fenster hingegen regelmäßig angeordnet.
Durch den Eingang gelangt man in eine Halle mit Treppenaufgang, der halbkreisförmig in die erste Etage führt, wo der zentrale Raum einen Zugang zum Balkon hat. Rechts und links dieses Raumes liegen weitere Räume sowie eine Treppe, die in das Obergeschoss führt, das über eine dreifenstrige Dachgaube mit Ausrichtung auf den Bruchtorwall verfügt.

### Der Garten wird zum Bunker

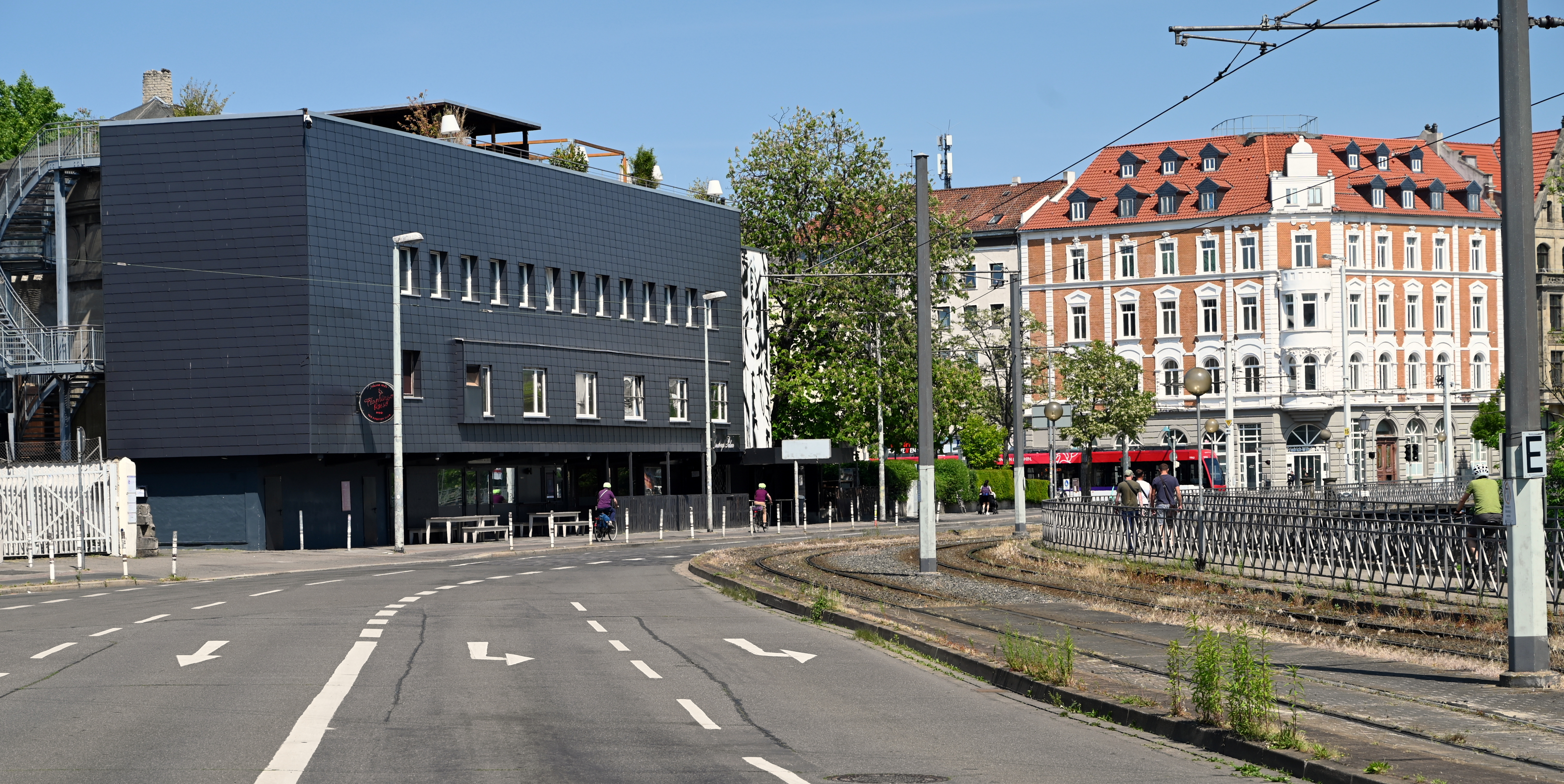
2023: Der Bunker Kalenwall, rechts das ehemalige Hotel Monopol.

Zur Villa gehörte ebenfalls ein großes Gartengrundstück, das entlang des Kalenwalls an der Oker Richtung Westsüdwest verlief. Dieser Garten wurde erst 1940, mitten im Zweiten Weltkrieg für den Bau des Bunkers am Adolf-Hitler-Wall (so hieß die Straße seit 1937 nach der Umbenennung durch die Nationalsozialisten) beseitigt. Der Bunker war für den Schutz von 428 Personen ausgelegt und stand der Bevölkerung ab Juli 1941 zur Verfügung. In der frühen Nachkriegszeit diente er als Durchgangslager für Flüchtlinge und Heimatvertriebene. Ab den frühen 1950ern folgten diverse Nutzungskonzepte, die aber wegen des Baukörpers und der dafür nötigen Arbeiten alle nur mehr oder weniger umgesetzt werden konnten. Der Bunker ist erhalten und wird heute teilweise betrieblich genutzt.

## Nutzung der Villa

### 19. Jahrhundert

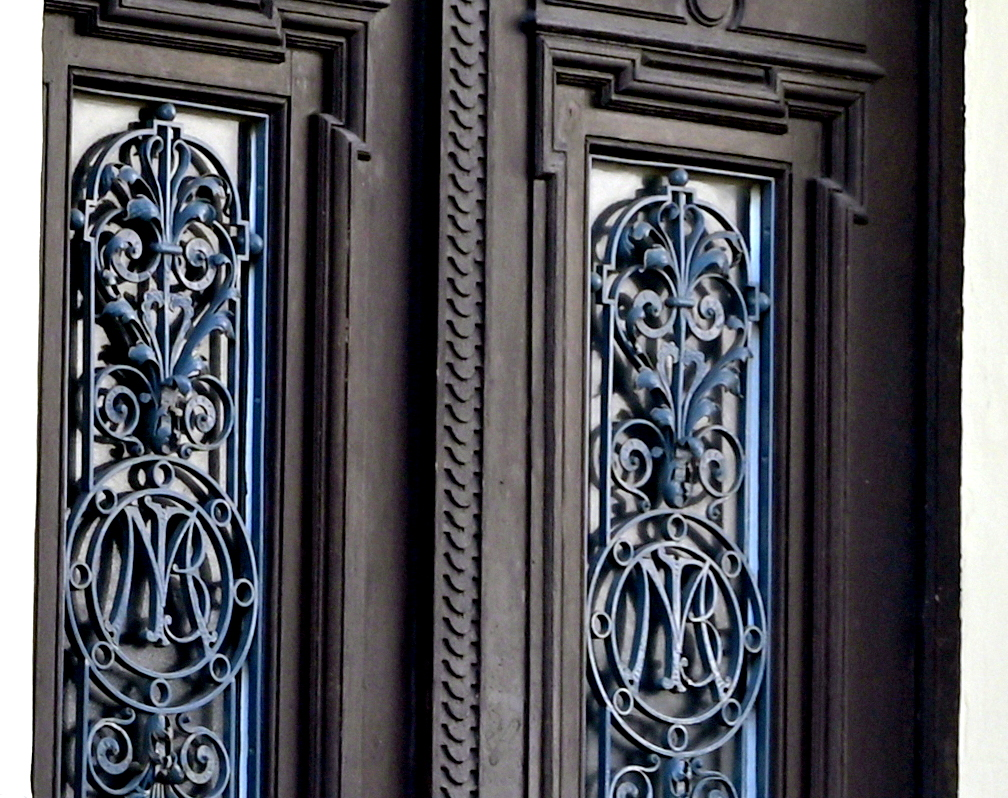
Initialen „BM“ an der hinteren Eingangstür.

Die Familie von Amsberg wohnte 20 Jahre lang in ihrer Villa am Kalenwall, bis sie 1847 in ein Wohnhaus am Ägidienmarkt umzog. Das Krahesche Wohngebäude sollte daraufhin samt Grundstück verkauft werden, was sich jedoch als schwieriger erwies als erwartet, denn in der Bevölkerung hielt sich das Gerücht, in dem Gebäude sei ein Bruder des Eigentümers ermordet worden.
1852 schließlich wurden Villa und Garten an den in der Stadt tätigen jüdischen Bankier Jacob Hilzheimer (1798–1875) verkauft, der dort auch sein Bankhaus einrichtete. Hilzheimer gehörte zu den wohlhabendsten Bürgern Braunschweigs und war für seinen ausgeprägten Geiz und sein querulantisches Wesen bekannt. Er war zwei Mal verheiratet. Aus den Ehen gingen insgesamt fünf Kinder hervor. Da er keinen männlichen Nachkommen hatte, wurde die Bank nach Hilzheimers Tod am 13. Oktober 1875 liquidiert. Noch im selben Jahr erwarb der ebenfalls jüdische Bankier David Meyersfeld (1805–1885) Villa und dazugehörigen Garten von der Witwe Hilzheimers und eröffnete dort ebenfalls sein Bankhaus, nachdem Meyersfeld seit 1869 seine Bank im Stechinelli-Haus am Altstadtmarkt betrieben hatte.
Nach dem Tod des Vaters 1885, übernahm der Sohn Bernhard Meyersfeld (1841–1920) das Bankhaus. Bernhard Meyersfeld gehörte zu den wohlhabendsten Bürgern der Stadt.1902 wurde seine Synagogensteuer lediglich von der des Braunschweiger Großindustriellen Max Jüdel übertroffen. Meyersfeld war ein großer Förderer der Braunschweiger Konservenindustrie. Zudem war er als Wohltäter und Mäzen in Wissenschaft und Kunst bekannt.
Noch heute haben beide Flügel der Eingangstür auf der Rückseite des Gebäudes schmiedeeiserne Verzierungen und jeweils im Zentrum eine Kartusche mit den Initialen „BM“ für Bankhaus Meyersfeld, Bernhard oder Berthold Meyersfeld.

### 20. Jahrhundert

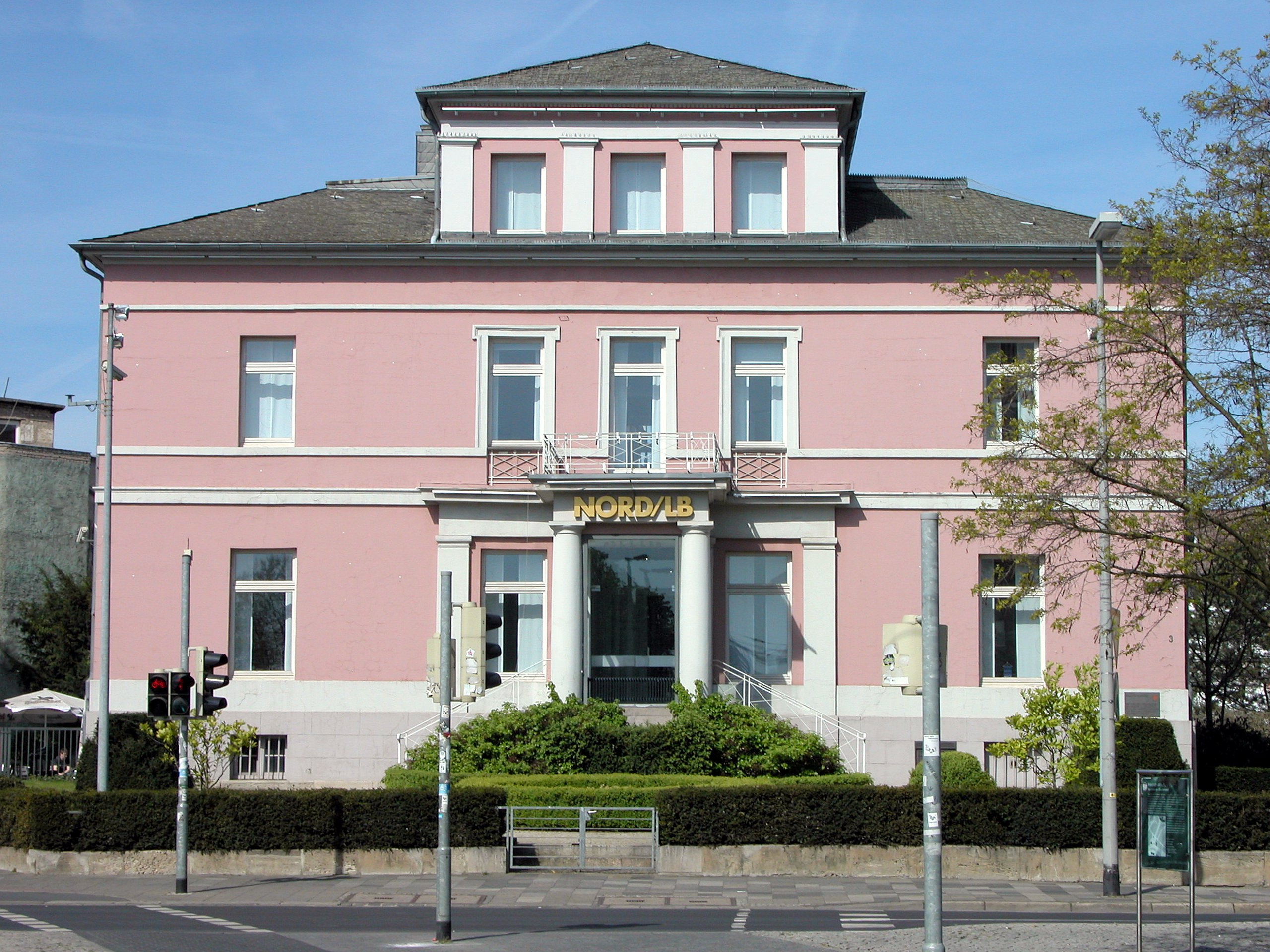
2007: „NORD/LB“-Schriftzug über dem Eingang und rosa Fassade.

Nach dem Tod seines Vaters 1920, übernahm Berthold Meyersfeld (1875–1934) die Geschäfte und führte sie fort, bis das Bankhaus 1930 in der Folge der Weltwirtschaftskrise in Konkurs ging. Da die Familie durch die Wirtschaftskrise fast alles verloren hatte, wandelte seine Ehefrau Cécile-Berche, geb. Rau (1878–1965), die nie einen Beruf erlernt hatte, einen Teil der Villa in ein Café nach dem Vorbild eines Wiener Kaffeehauses um, das von der Bevölkerung schnell angenommen wurde. Am 1. Mai 1933 weigerte sie sich, die Hakenkreuzfahne über dem Café zu hissen und wurde daraufhin noch am selben Tag von einem Mitarbeiter denunziert und in das Gefängnis Rennelberg gebracht. Am 10. Juni 1933 wurde Cécile-Berche Meyersfeld aus der in der Terminologie der Nationalsozialisten als „Schutzhaft“ bezeichneten Haft entlassen. Ihr Café betrieb sie anschließend noch bis 1934 weiter, als sie es wegen der zunehmenden Judenverfolgung in der Zeit des Nationalsozialismus mit den drei gemeinsamen Kindern über Umwege nach Südafrika fliehen musste. Die alte Villa am Friedrich-Wilhelm-Platz 3 hatte sie zuvor an die Firma Buchler verkauft und das Wohnhaus der Meyersfelds, eine Villa Sandweg 3 (dem heutigen Magnitorwall), an einen Apotheker names Saeger.
Am 23. November 1935 eröffnete das Kaffee Börner in der Villa am Friedrich-Wilhelm-Platz, der am 6. November 1937 in Adolf-Hitler-Platz umbenannt wurde. Betreiber des Cafés war Rudolf Börner, der ab November 1939 einige hundert Meter entfernt am Bohlweg das Konzertkaffee eröffnete. Zur besseren Unterscheidung beider Cafés wurden sie von der Bevölkerung als „Börner am Bahnhof“ und als „Börner am Bohlweg“ bezeichnet. Während „Börner am Bohlweg“ durch den Bombenangriff am 15. Oktober 1944 vollständig zerstört wurde, überstand „Börner am Bahnhof“ den Krieg unbeschadet. Nach dem Ende des Zweiten Weltkrieges diente die Villa zunächst einige Zeit als sowjetisches Repatriierungsbüro für verschleppte und kriegsgefangene Russen. In den frühen 1950ern wurde dort das „Residenz-Kaffee“ eröffnet.
Von 1967 bis 1991 war die Amsberg-Villa wieder eine Bank, nämlich das „Privatbankhaus MARCARD & Co.“.

### 21. Jahrhundert
2008, anlässlich von Peter Joseph Krahes 250. Geburtstag, wurde die 500 Quadratmeter große Villa saniert und äußerlich in den ursprünglichen Zustand zum Zeitpunkt der Errichtung 1827 zurückversetzt. Anschließend wurde das Gebäude an eine Anwaltskanzlei vermietet. Heute ist die JUNiCKE Gruppe, ein Immobilieninvestor, Eigentümer und Nutzer des Gebäudes.